# انتخابات سراسری مکزیک (۲۰۱۸)
انتخابات سراسری مکزیک (انگلیسی: Mexican general election, 2018) در روز یکشنبه ۱ ژوئیه ۲۰۱۸ برگزار شد و آندرس مانوئل لوپز اوبرادور، نامزد چپ‌گرا با بدست آوردن ۵۳ درصد آرا و با اختلاف فاحشی از رقبای خود به پیروزی رسید. در همین روز انتخابات دو مجلس قانونگذاری مکزیک برگزار شد.

## ریاست جمهوری
آندرس مانوئل لوپز اوبرادور، رهبر حزب چپ‌گرای «جنبش بازسازی ملی» (مورنا) در انتخابات روز یکشنبه مکزیک ۱ ژوئیه ۲۰۱۸ توانست با ۵۳ درصد آرا و با اختلاف تقریباً دو برابر از رقیب بعدی خود ریکاردو آنایا، از حزب «اقدام ملی» که بین ۱۹ تا ۲۵ درصد آرا را بدست آورده بود، پیشی گرفته و پیروز شود.
رقیب بعدی آندرس، خوزه آنتونیو مید، از حزب «انقلاب سازمانی» حدود ۱۷ درصد را بدست آورد. ریکاردو آنایا و خوزه آنتونیو مید به همراه انریکه پنیا نیه‌تو، رئیس‌جمهور فعلی مکزیک این پیروزی را به آندرس تبریک گفتند.
آندرس مانوئل لوپز اوبرادور ۶۴ سال سن دارد و شهردار پیشین مکزیکوسیتی بوده‌است.

### واکنش‌ها
- دونالد ترامپ، رئیس‌جمهور آمریکا، پیام تبریکی به آندرس مانوئل لوپز اوبرادور فرستاد و گفت: «کارهای زیادی باید انجام شود که به سود آمریکا و مکزیک خواهد بود.»[۶][۷][۸]

## در حاشیه
علاوه بر انتخابات ریاست جمهوری مکزیک، انتخابات دو مجلس قانونگذاری نیز در همین روز برگزار شد. ۸۸ میلیون شهروند مکزیکی واجد شرایط رای دادن بودند و در این انتخابات شرکت کردند.